# Alex Rae
Alexander Scott „Alex“ Rae (* 30. September 1969 in Glasgow) ist ein ehemaliger schottischer Fußballspieler und aktueller Trainer. Der kampfstarke Mittelfeldspieler gewann 2005 in Diensten der Glasgow Rangers mit der schottischen Meisterschaft und dem Ligapokal die einzigen beiden nationalen Titel in seiner Karriere. Seit 2015 ist er Cheftrainer des schottischen Zweitligisten FC St. Mirren.

## Sportlicher Werdegang
Rae war Jugendspieler in der Nachwuchsabteilung der Glasgow Rangers. Sein Kindheitstraum, auch Teil der Profimannschaft der „Gers“ zu werden, blieb jedoch zunächst unerfüllt, da ihn der damalige Trainer Graeme Souness frühzeitig als nicht gut genug befand und aussortierte. Stattdessen verdingte sich Rae in den „Junior Leagues“ bei einem Klub in Bishopbriggs, bevor es ihn 1987 zum schottischen Erstligisten FC Falkirk zog. Obwohl er dort zum Ende der Saison 1987/88 den Abstieg in die zweite Liga antreten musste, erarbeitete sich der zentrale Mittelfeldspieler durch seine Zweikampfstärke und Ausdauerfähigkeiten den Status eines Publikumslieblings, der sich schließlich über die schottischen Grenzen hinaus auswirkte.
Für 100.000 Pfund wechselte er im August 1990 nach London zum FC Millwall, der kurz zuvor aus der höchsten englischen Spielklasse abgestiegen war. In den sechs Jahren, die er bei dem Klub im Südosten der britischen Hauptstadt verbrachte, war er mit insgesamt 218 Ligaeinsätzen nicht nur Schlüsselspieler und Dreh- und Angelpunkt im Mittelfeld der „Lions“, sondern zeigte sich mit 63 Treffern – und damit einer Quote von einem Tor in 3½ Spielen – überdurchschnittlich treffsicher auf seiner Position. Als der FC Millwall 1996 in die dritte Liga abstieg, heuerte Rae für eine Ablösesumme in Höhe von einer Million Pfund beim AFC Sunderland an. Auch nach dem Ende seiner aktiven Laufbahn erhielt er sich seinen hohen Stellenwert beim FC Millwall, was sich unter anderem darin ausdrückte, dass er in den britischen Medien im Oktober 2007 als neuer Trainer seines Ex-Klubs gehandelt wurde.
Bei den „Black Cats“ in Sunderland sammelte Rae erste Erfahrungen in der Premier League. Nach zwei Einwechselungen in den ersten beiden Saisonpartien stand er zwei Tage vor seinem 27. Geburtstag gegen den FC Arsenal (0:2) erstmals in der Startformation in einem englischen Erstligaspiel, blieb aber fortan nur Ergänzungsspieler. Es folgte nicht nur der sportliche Abstieg des Teams in die Zweitklassigkeit am Ende der Saison 1996/97, auch persönlich hatte Rae mit Rückschlägen zu kämpfen. Seine Alkoholprobleme verschlimmerten sich und mussten in einer Entzugsklinik behandelt werden – Rae wurde anschließend zu einem Mitstreiter der von Tony Adams ins Leben gerufenen Wohltätigkeitsorganisation „Sporting Chance Clinic“, die sich für alkoholkranke Sportler einsetzt. Nach seiner Genesung und dem Wiederaufstieg in die Premier League 1999 war Rae wieder regelmäßiger beim AFC Sunderland zu finden und wenngleich er mit 44 Ligapartien nur etwas mehr als die Hälfte der möglichen Einsätze absolvierte, war er in 40 Spielen davon in der Startformation zu finden. Da Trainer Peter Reid im Jahr 2001 aber fortan ohne den mittlerweile knapp 32-jährigen Schotten, der zudem unter Knieproblemen litt, plante, nahm der Verein ein Transferangebot des Zweitligisten Wolverhampton Wanderers in Höhe von 1,2 Millionen Pfund an.
Schnell wurde Rae auch in Wolverhampton zu einem wichtigen Spieler und vor allem mit dem im Jahr 2002 verpflichteten „Veteran“ Paul Ince bildete er ein schlagkräftiges Mittelfeld, das ein entscheidender Faktor für den Aufstieg des Klubs in die Premier League zum Abschluss der Saison 2002/03 war. Auch in der höchsten englischen Liga erhielt sich Rae seine persönlich gute Form, war mit acht Treffern bester Torschütze seines Klubs, konnte aber auch nicht verhindern, dass die „Wolves“ als Tabellenletzter auf direktem Weg wieder in die zweitklassige Football League Championship abstiegen. Er folgte daraufhin dem Ruf aus seiner Heimat, kehrte nach knapp 20 Jahren im Mai 2004 zu seinem Jugendverein Glasgow Rangers zurück und unterschrieb dort einen Zweijahresvertrag.
Nach guten Leistungen zu Beginn fiel er mit einer Wadenverletzung, die er sich im Spiel gegen Celtic Glasgow zugezogen hatte, mehr als zwei Monate aus, kam aber dennoch auf 32 Pflichtspieleinsätze in der Saison 2004/05 – dazu zählte auch am 10. August 2004 in der Qualifikation zur Champions League gegen ZSKA Moskau sein erster europäischer Einsatz. Am Ende der Spielzeit gewann er sowohl die schottische Meisterschaft als auch nach einem 5:1-Finalerfolg gegen den FC Motherwell den Ligapokal. Mit nur einem Tor für die Rangers blieb er jedoch wenig treffsicher und in der folgenden Saison 2005/06 kam er auf nur zwölf Pflichtspiele, woraufhin sein Aufenthalt in Glasgow endete.

## Trainerkarriere
Rae wechselte am 24. Mai 2006 ins Trainerfach, wenngleich er seine aktive Laufbahn als Spielertrainer beim FC Dundee noch nicht endgültig beendete. Er führte den schottischen Zweitligisten am Ende der Saison 2006/07 auf den dritten Platz und verbesserte dieses Resultat im Jahr darauf um einen Rang. Obwohl er ab der Spielzeit 2008/09 seine Fußballschuhe endgültig an den Nagel hing und er sich auf das Trainerdasein konzentrierte, legte seine Mannschaft einen schwachen Saisonstart hin, rangierte früh nur auf dem achten Platz und am 20. Oktober 2008 erhielt Rae seine Entlassungspapiere.
In der Folgezeit erwarb sich Rae in Schweden die UEFA-Trainerlizenz und bereits im Juli 2009 erhielt er das Angebot des Drittligisten Milton Keynes Dons, an der Seite seines ehemaligen Weggefährten Paul Ince das Co-Traineramt auszuüben. In der ersten Jahreshälfte 2010 trat er aufgrund von Verletzungsproblemen im Klub noch einmal für drei Partien als aktiver Spieler in Erscheinung.
Ende 2010 folgte er Paul Ince zu Notts County und arbeitete dort als Co-Trainer in der drittklassigen Football League One. Von Februar 2013 bis zum Saisonende 2012/13, war er ein weiteres Mal Co-Trainer von Paul Ince beim FC Blackpool. Im August 2014 wurde er Co-Trainer von Alex McLeish beim belgischen Erstligisten KRC Genk. Im Dezember 2015 wurde Rae Cheftrainer des schottischen Zweitligisten FC St. Mirren, sein dortiges Engagement endete nach einem schwachen Start in die Saison 2016/17 bereits im September 2016 wieder.

## Erfolge
- Schottischer Meister: 2005
- Schottischer Ligapokalsieger: 2005